# U-Bahnhof Porta Genova FS
Der U-Bahnhof Porta Genova FS (Verkürzung von „Porta Genova Ferrovie dello Stato“) ist eine Station der U-Bahn Mailand. Sie befindet sich unterhalb des Bahnhofes Porta Genova.

## Historie und Bauwerk
Der U-Bahnhof wurde am 30. Oktober 1983 als vorläufige Endstation der Teilstrecke von Cadorna FN eröffnet. Am 13. April 1985 ging die Verlängerung von Porta Genova FS nach Romolo in Betrieb, der Bahnhof ist seither kein Endpunkt mehr.
Der Bahnhof besteht aus einer Verteilerebene mit zwei darunterliegenden Seitenbahnsteigen. Wie bei der U-Bahn Mailand üblich verfügt auch dieser Bahnhof über Zugangssperren durch Drehkreuze. Über einen Treppenlift ist die Bahnsteigebene auch barrierefrei erreichbar. Darüber hinaus verfügen die Bahnsteige über ein Blindenleitsystem.

## Anbindung
Neben der Umsteigemöglichkeiten zu den Zügen im Bahnhof Porta Genova besteht die Möglichkeit auf die Straßenbahnlinien 2, 9 und 10 sowie Buslinien umzusteigen
| Linie | Verlauf |
| ----- | --- |
|       | Cologno Nord – Cologno Centro – Cologno Sud – Gessate – Cascina Antonietta – Gorgonzola – Villa Pompea – Bussero – Cassina de’ Pecchi – Villa Fiorita – Cernusco sul Naviglio – Cascina Burrona – Vimodrone – Cascina Gobba – Crescenzago – Cimiano – Udine – Lambrate FS – Piola – Loreto – Caiazzo – Centrale FS – Gioia – Garibaldi FS – Moscova – Lanza – Cadorna FN – Sant’Ambrogio – Sant’Agostino – Porta Genova FS – Romolo – Famagosta – Abbiategrasso – Assago Milanofiori Nord – Assago Milanofiori Forum |